# Euagathis bifoveolata
Euagathis bifoveolata är en stekelart som beskrevs av Simbolotti och Van Achterberg 1995. Euagathis bifoveolata ingår i släktet Euagathis och familjen bracksteklar. Inga underarter finns listade i Catalogue of Life.